# Piotr Aszyk (filozof)
Piotr Aszyk (ur. 1968) – polski duchowny rzymskokatolicki, jezuita, filozof, doktor habilitowany nauk humanistycznych, specjalizuje się w zakresie etyki, w tym bioetyki. 

## Życiorys
W latach 2003–2007 pełnił funkcję dyrektora Instytutu Naukowego Europejskie Centrum Komunikacji i Kultury (ECCC) na Papieskim Wydziale Teologicznym w Warszawie, a w okresie od 2011 do 2014 roku dyrektora Instytutu Filozofii, Teologii i Historii św. Tomasza w Moskwie (Rosja). Od 2007 roku jest adiunktem w Collegium Bobolanum Papieskiego Wydziału Teologicznego w Warszawie, a od 2014 roku pełni funkcję sekretarza w Collegium Bobolanum. Jest członkiem Rady Naukowej Centrum Etyki Chrześcijańskiej Wydziału Filozoficznego Akademii Ignatianum w Krakowie, a także członkiem Polskiej Grupy Roboczej ds. Problemów Etycznych Końca Życia.

## Wybrane publikacje
Książki:
- Konflikty moralne a etyka, Kraków 1998, Wydawnictwo WAM, ss. 176.
- Granice leczenia. Etyczny problem odstąpienia od interwencji medycznych, Warszawa 2006, Wydawnictwo Rhetos, ss. 207.
- Etyczne oblicza starożytnej medycyny. Wczesne chrześcijaństwo wobec przedchrześcijańskich wzorców moralnych związanych z uprawianiem sztuki leczenia, Warszawa 2010, Wydawnictwo Rhetos, ss. 370.

Wybrane artykuły naukowe:
- Niektóre zastrzeżenia wysuwane współcześnie wobec zasady podwójnego skutku, „Studia Bobolanum”, 2/1 (2002) s. 99-113.
- Wokół zasady podwójnego skutku. Problem Tomaszowego autorstwa zasady podwójnego skutku (na podstawie Sth II-II, q. 64, a. 7c.), „Studia Bobolanum”, 1 (2004) s. 155-164.
- Podręcznikowy pierwowzór zasady podwójnego skutku Jeana Pierre’a Gury’ego, „Studia Bobolanum”, 2 (2004) s. 147-156.
- Petera Knauera reinterpretacja zasady podwójnego skutku, „Studia Bobolanum”, 3 (2004) s. 155-163.
- Medical Art in the Summa Theologica of Thomas Aquinas, „Studia Bobolanum”, 4 (2004) s. 57-65.
- Bioetyka, w: Szlachta B. (red.), Słownik społeczny, Kraków 2004, s. 51-55.
- Kłamstwo jako element terapii, „Archeus. Studia z bioetyki i antropologii filozoficznej”,  8/2007, s. 29-45.
- Reception of Some Aspects of the Hippocratic Medical Ethics in Antiquity, „Forum Philosophicum”, 12: 2007, s. 333-343.
- Terapia uporczywa – rys historyczny, „Medycyna paliatywna w praktyce” 3 (2008) 2, s. 86-90 (tekst ten ukazał się także w angielskim tłumaczeniu: Withholding or withdrawing of medical treatment — historical perspective, „Advances in Palliative Medicine” 2008, vol. 7, no. 3, s. 101-105).
- Биоэтика и религия в эпохе cредств массовой информации, „Точки. Журал посвященный проблемам религии, культуры и общества” 2010, vol. 9, no. 1-2, s. 29-35.
- Duchowe rozdroża i drogowskazy, w: P. Sobański, M. Krajnik, G. Opolski (red.), Opieka paliatywna w niewydolności serca, Gdańsk 2011, s. 209-217.
- Etyka i dbałość o urodę w starożytności. Interwencje kosmetyczne i troska o wygląd w etycznych ocenach przedchrześcijańskich i wczesnochrześcijańskich myślicieli, „Studia Bobolanum” 1 (2013) s. 161-185.
- Life afflicted by evil. Philosophical reflections on juvenile corrections, „Studia Bobolanum” 4 (2014) s. 83-94.[6]